# Giuseppe Peano
Giuseppe Peano (27 de agosto de 1858 – Turim, 20 de abril de 1932) foi um matemático e glottologista italiano. Autor de mais de 200 livros e artigos, foi um dos fundadores da lógica matemática e da teoria dos conjuntos, para as quais ele também contribuiu bastante da notação. A axiomatização padrão dos números naturais é chamada de axiomas de Peano, em sua homenagem. Como parte desse esforço, fez contribuições fundamentais para o tratamento rigoroso e sistemático moderno do método da indução matemática. Passou a maior parte da sua carreira ensinando matemática na Universidade de Turim.

## Biografia

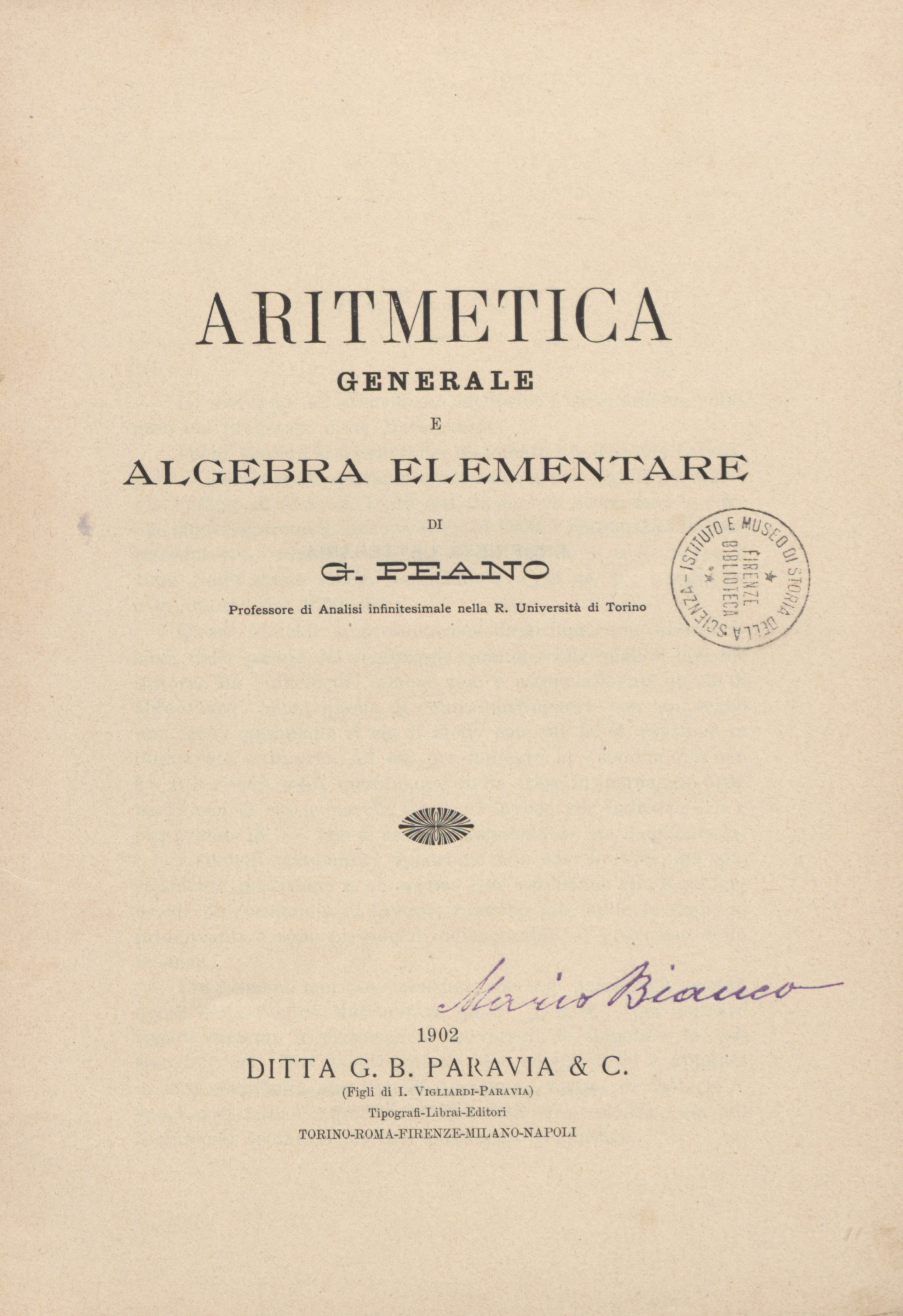
Aritmetica generale e algebra elementare, 1902

Peano nasceu e foi criado em uma fazenda em Spinetta, uma aldeia hoje em dia pertencente a Cuneo, Piemonte, Itália. Frequentou o Liceo classico Cavour em Turim e se matriculou na Universidade de Turim em 1876, se graduando em 1880 com mérito, e logo depois foi contratado pela universidade para auxiliar primeiramente Enrico D'Ovidio e depois Angelo Genocchi, o professor catedrático de cálculo infinitesimal. Devido a problemas de saúde de Genocchi's, Peano assumiu o ensino do curso de cálculo infinitesimal dentro de 2 anos. Seu primeiro grande trabalho, um livro sobre cálculo, foi publicado em 1884 e creditado a Genocchi. Alguns anos depois, Peano publicou seu primeiro livro lidando com a lógica matemática. Foi aí que os símbolos modernos para a união e intersecção de conjuntos apareceram pela primeira vez.

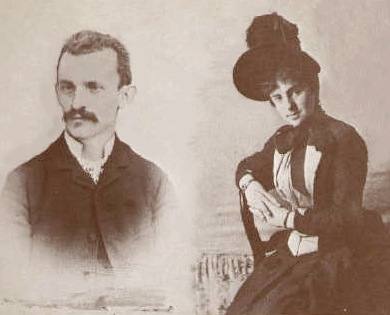
Giuseppe Peano e sua mulher Carola Crosio em 1887

Em 1887, Peano casou com Carola Crosio, a filha do pintor de Turim, Luigi Crosio, conhecido por ter pintado o Refugium Peccatorum Madonna. Em 1886, ele começou a ensinar também na Academia Militar Real, e foi promovido a Professor Primeira Classe em 1889. No ano seguinte, a Universidade de Turim concedeu-lhe sua cátedra. A famosa curva que preenche o espaço de Peano apareceu em 1890 como um contraexemplo. Ele a usou para mostrar que uma curva contínua não pode ser sempre incluída em uma região arbitrária pequena. Isso era um exemplo adiantado do que viria a ser conhecido como fractal.
Em 1890, Peano fundou a revista Rivista di Matematica, a qual publicou sua primeira edição em janeiro de 1891. Em 1891, Peano começou o Projeto Formulário. Era para ser uma "Enciclopédia de Matemática", contendo todas as fórmulas e teoremas conhecidos da ciência matemática usando uma notação padrão inventada por Peano. Em 1897, o primeiro Congresso Internacional de Matemáticos foi realizado em Zurique. Peano foi um participante-chave, apresentando um trabalho sobre a lógica matemática. Ele também começou a ficar cada vez mais ocupado com o Formulario em detrimento de seus outros trabalhos.
Em 1898 ele apresentou uma nota para a academia sobre numeração binária e sua capacidade de ser usado para representar os sons das línguas. Ele também tornou-se tão frustrado com os atrasos de publicação(devido à sua exigência de que fórmulas fossem impressas em uma linha) que ele mesmo comprou uma prensa de impressão.
Paris foi o palco do segundo Congresso Internacional de Matemáticos em 1900. A conferência foi precedida pela Primeira Conferência Internacional de Filosofia onde Peano foi um membro do comitê de patrocínio. Ele apresentou um documento que colocou a questão de definições corretamente formadas em matemática, ou seja, "como você define uma definição?". Isso toronou-se um dos principais interesses filosóficos de Peano para o resto de sua vida. Na conferência, Peano conheceu Bertrand Russell e entregou-lhe uma cópia do Formulario. Russell ficou tão impressionado com símbolos lógicos inovadores de Peano que ele deixou a conferência e voltou para casa para estudar o texto de Peano.
Os estudantes de Peano, Mario Pieri e Alessandro Padoa, tiveram  documentos apresentados no congresso de filosofia também. Para o congresso matemático, Peano não falou, mas a apresentação memorável de Padoa tem sido frequentemente lembrada. A resolução pedindo a formação de uma "linguagem auxiliar internacional" para facilitar a divulgação das ideias matemáticas (e comerciais), foi proposta. Peano deu total apoio.
Em 1901, Peano estava no topo da sua carreira matemática. Ele tinha feito avanços na área de análise, fundamentos e lógica, dado muitas contribuições para o ensino de cálculo e também contribuído para os campos de equações diferenciais e análise de vetores. Peano desempenhou um papel fundamental na axiomatização da matemática e foi pioneiro de liderança  no desenvolvimento da lógica matemática. Peano, nesse estado, já estava fortemente envolvido com o Projeto Formulario e seus ensinamentos começaram a sofrer. Na verdade, ele se tornou tão determinado a ensinar seus novos símbolos matemáticos que o cálculo em seu curso foi negligenciado. Como resultado, ele foi demitido da Real Academia Militar, mas manteve seu posto na Universidade de Turim.
Em 1903, Peano publicou seu trabalho em uma linguagem auxiliar internacional chamada Latino Sine Flexione. Isso foi um importante projeto para ele (junto com a procura por contribuidores para 'Formulario'). A ideia era usar vocabulário latino, já que isso era bem conhecido, mas simplificar a gramática o máximo possível e remover todas irregularidades e formulários anômalos para fazer isso mais fácil de se aprender. Em um discurso, ele começou a falar em latim e como ele descreveu cada simplificação, introduziu-o em seu discurso de modo que no final ele estava falando em seu novo idioma.
O ano de 1908 foi grande para Peano. A quinta e última edição do projeto Formulario, intitulada Formulario Mathematico, foi publicada. Continha 4200 fórmulas e teoremas, todos completamente declarados e a maioria deles provada. O livro recebeu pouca atenção já que a maior parte do conteúdo datava daquele tempo. Os comentários e exemplos foram escritos em flexione sine Latino.
Também em 1908, Peano assumiu a cadeira de análise superior em Turim (esta nomeação era para durar apenas dois anos). Ele foi eleito o diretor da Academia pró-Interlíngua. Tendo criado anteriormente Idiom Neutral, a Academia efetivamente escolheu abandoná-lo em favor de Latino sine flexione.
Depois da morte de sua mãe em 1910, Peano dividiu seu tempo entre ensinar, trabalhar em textos destinados ao ensino secundário incluindo um dicionário de matemática, e desenvolver e promover sua e outras linguagens auxiliares, tornando-se um membro renomado do movimento da linguagem auxiliar internacional. Ele usou sua adesão à Accademia dei Lincei para apresentar trabalhos escritos por amigos e colegas que não eram membros (a Accademia gravou e publicou todos documentos entregues nas sessões).
Em 1925, Peano trocou de forma não oficial de Cálculos Infinitesimais para Matemática Complementar, um campo que melhor combina com o estilo da matemática do momento. Esse "movimento" tornou-se oficial em 1931. Peano continuou ensinando na Universidade de Turim até o dia de sua morte, onde ele sofreu um ataque cardíaco fatal.

### Literatura secundária
- Gillies, Douglas A., 1982. Frege, Dedekind e Peano sobre os fundamentos da aritmética. Assen, Holanda: Van Gorcum.
- Ivor Grattan-Guinness, 2000. A busca das raízes matemáticas 1870-1940. Princeton University Press.
- Kennedy, Hubert C., 1980. Peano: vida e obra de Giuseppe Peano. Reidel. Biografia com bibliografia completa (p. 195-209).